# Targionia anabasidis
Targionia anabasidis är en insektsart som först beskrevs av Borchsenius 1952.  Targionia anabasidis ingår i släktet Targionia och familjen pansarsköldlöss. Inga underarter finns listade i Catalogue of Life.